# Emilie Winkelmann
Emilie Winkelmann, née le 8 mai 1875 à Aken et morte le 4 août 1951 à Gut Hovedissen, est la première femme à diriger un cabinet d'architecture en Allemagne.

## Biographie
Fille de professeur, elle apprend le métier de charpentier et commence dès son plus jeune âge à travailler dans l'entreprise de construction de son grand-père. Elle s'occupe entre autres de rénover ou de construire entièrement des bâtiments. Plus tard, elle travaille à Berlin, Dortmund et Bochum dans différents cabinets d'architecture. En 1902, elle parvient à obtenir une admission exceptionnelle à l'Université Gottfried Wilhelm Leibniz de Hanovre, bien qu'à l'époque en Prusse, les femmes n'aient pas accès à l'enseignement supérieur. Elle avait même signé sa demande en réduisant son prénom à une initiale, E. Winkelmann. Elle finance ses études et subvient à ses besoins en travaillant dans un atelier de dessin. En 1906, elle n'est cependant pas autorisée à passer l'examen national.
Emilie Winkelmann retourne alors à Berlin, où elle travaille durant une année dans un cabinet d'architecture. Par la suite, elle ouvre sa propre agence, devenant ainsi la première femme à diriger un cabinet d'architecture en Allemagne. En 1907, elle remporte le premier prix d'un concours d'architecture pour la construction d'un théâtre avec salle des fêtes dans la Blumenstraße à Berlin. Après la construction de l'édifice, débutée en 1908, elle reçoit des demandes provenant de maîtres d'ouvrage fortunés, pour la construction de villas et de maisons de campagne à Berlin, Babelsberg et Schleswig. De 1909 à 1910, un grand immeuble, le Leistikowhaus, est construit selon ses plans à Charlottenburg, un quartier de Berlin.
De 1910 à 1912, elle est responsable de plusieurs projets visant à édifier de grandes demeures rurales dans la province de Poméranie. À Wieck, près de Gützkow, la famille von Lepel lui confie la conception de son manoir. Après son achèvement en 1912, son travail est salué par la revue d'architecture allemande Bauwelt. À la même époque à Klein Kiesow, elle construit une maison de maître, puis en 1912 toujours, elle transforme les écuries et les étables du Wasserschloss Mellenthin, un manoir situé à Mellenthin dans l'arrondissement de Poméranie-Occidentale-Greifswald, en bâtiments résidentiels et agricoles, dans un style plus contemporain.
Parmi ses œuvres les plus remarquables, on peut mentionner le Viktoria-Studienhaus, édifié durant les années 1914-1915 sous le patronage de l'impératrice Augusta-Victoria. Aujourd'hui, il s'agit de l'Ottilie von Hansemann-Haus (maison d'Ottilie-von-Hansemann), classée monument historique et située dans le quartier de Charlottenburg à Berlin, sur l'Otto-Suhr-Allee. En plus de s'adapter à l'architecture de la fin du XVIIIe siècle, il s'agissait d'un espace permettant de loger et d'instruire des étudiantes allemandes, mettant ainsi en pratique les idées réformatrices du mouvemement pour les droits des femmes.
En raison d'une affection chronique grave contractée à partir de 1916 et affectant son acuité auditive, elle souffre peu de temps après de surdité partielle et de désorientation. Après la Première Guerre mondiale, elle ne parvient pas à conserver son succès. Le Neues Bauen, un mouvement architectural allemand proche de la Nouvelle Objectivité qui se développe pendant la République de Weimar, n'a rien à voir avec son propre style. Elle tente alors de rattraper le coche en travaillant  principalement sur des projets de petites constructions résidentielles. En 1928, elle est admise au Bund Deutscher Architekten, une association allemande d'architectes possédant un cabinet. Comme elle ne se rattache à aucun parti politique, elle ne reçoit aucun contrat public durant les années 1920 et 1930. Elle s'occupe ainsi majoritairement de la rénovation de manoirs et de maisons de maître. Elle travaille ensuite à la reconstruction du Schloss Grüntal à Bernau, de 1939 jusqu'à sa destruction en 1945.
Après la guerre, elle trouve à se loger chez la famille d'un de ses maîtres d'ouvrages à Gut Hovedissen près de Bielefeld. Elle se consacre alors jusqu'à sa mort en 1951 à la reconstruction et à l'hébergement de réfugiés.
Emilie Winkelmann est enterrée à Aken, dans le caveau familial.
Aujourd'hui encore, les villas et les maisons de campagne qu'elle a pu construire demeurent remarquablement modernes et sont tout aussi bien considérées que les œuvres d’architectes allemands plus connus, comme Alfred Messel et Hermann Muthesius.
La plupart des bâtiments qu'elle a conçus ont été pour la plupart adaptés aux besoins de leurs résidents et sont aujourd'hui classés monuments historiques.